# Siedlice (gromada)
Siedlice – dawna gromada, czyli najmniejsza jednostka podziału terytorialnego Polskiej Rzeczypospolitej Ludowej w latach 1954–1972.
Gromady, z gromadzkimi radami narodowymi (GRN) jako organami władzy najniższego stopnia na wsi, funkcjonowały od reformy reorganizującej administrację wiejską przeprowadzonej jesienią 1954 do momentu ich zniesienia z dniem 1 stycznia 1973, tym samym wypierając organizację gminną w latach 1954–1972.
Gromadę Siedlice z siedzibą GRN w Siedlicach (obecnie w granicach Gorzowa Wielkopolskiego) utworzono – jako jedną z 8759 gromad na obszarze Polski – w powiecie gorzowskim w woj. zielonogórskim na mocy uchwały nr V/15/54 WRN w Zielonej Górze z dnia 5 października 1954. W skład jednostki weszły obszary dotychczasowych gromad Siedlice, Borek i Ciecierzyce ze zniesionej gminy Zieleniec w tymże powiecie. Dla gromady ustalono 16 członków gromadzkiej rady narodowej.
29 lutego 1956 do gromady Siedlice włączono obszar Osiedla Poznańskiego z miasta Gorzowa Wielkopolskiego na prawach powiatu  w tymże województwie.
31 grudnia 1961 gromadę zniesiono, a jej obszar włączono do gromady Deszczno w tymże powiecie (samą wieś Siedlice wyłączono tego samego dnia z gromady Deszczno, włączając ją do Gorzowa Wielkopolskiego).